# 克羅斯比十字路口 (亞利桑那州)
克羅斯比十字路口（英語：Crosby Crossing）是位於美國亞利桑那州阿帕契縣的一個非建制地區。該地的面積和人口皆未知。

## 地理
克羅斯比十字路口的座標為33°54′42″N 109°20′42″W / 33.91167°N 109.34500°W，而該地的平均海拔高度為2639米（即8658英尺）。